# Ewolucja polityczna
Ewolucja polityczna – w politologii zmiana w dziejach państwa, przeciwieństwo rewolucji, charakteryzująca się dążeniem do unikania w procesie decyzyjnym i w działaniach politycznych zachowań gwałtownych, związanych z użyciem przemocy. Działania polityczne są dokonywane po wcześniejszych zmianach prawnych, dających podstawy do ich przeprowadzenia. Jest mniej gwałtowna niż rewolucja, odbywa się bez rozlewu krwi.
Jest traktowana jako proces dotyczący dużych grup społecznych, którego istotą są przemiany systemu politycznego, a inspiratorem są ośrodki władzy politycznej lub inne podmioty życia politycznego.
Ewolucja polityczna obejmuje procesy transformacji politycznej - przejścia z jednego systemu politycznego do innego, odmiennego w swych doktrynalnych i programowych założeniach. Przykładem mogą być przemiany polityczne w Europie Wschodniej po roku 1989.
Ocena kierunków i skutków ewolucji politycznej jest możliwa dopiero po dłuższym okresie, znacznie dłuższym niż reforma. Powodem jest to, że tak głębokie zmiany polityczne powodują nieuchronnie zmiany w gospodarce i znajdują swoje odbicie w stanie społeczeństwa.
Procesy ewolucji politycznej mogą być zaplanowane lub przebiegać mimo woli uczestników życia politycznego.